# 테이이치의 나라
《테이이치의 나라》(일본어: 帝一の國)는 후루야 우사마루의 일본 만화이다. 〈점프 SQ.19〉(슈에이샤)에서 2010년 창간호부터 2011년 가을호까지 연재되었다. 그 후 본지의 〈점프 스퀘어〉(슈에이샤)에 게재 잡지를 옮겨 2012년 3월호부터 2016년 5월호까지 연재. 전 57화. 2017년 5월호에서 사실상의 완결편이 되는 번외편이 게재됐다. 이 번외편은 영화판 소설에 수록되어 있다.

## 시놉시스
쇼와 시대. 아카바 테이이치는 〈총리가 자신의 나라를 만들겠다〉라는 삶의 목적과 야망을 위한 전국 최고의 두뇌를 가진 800명의 엘리트 학생들이 다니는 일본의 초 명문 카이테이 고등학교 학생 회장이 될 것을 결심한다. 정재계에 강력한 인맥을 가지고 카이테이 고등학교에서 학생 회장을 맡은 자에게는 미래의 내각 입성이 확정되어 있다고 한다.

## 등장 인물

### 카이테이 고등학교

#### 평의회

##### 동학년
- 아카바 테이이치

본작의 주인공. 1학년 1반 반장 → 2학년 1반 반장 → 학생회 부회장 → 총리.  아버지의 아카바 죠스케는
통상산업성의 관료.
- 사카키바라 코메이

테이이치의 친구. 1학년 1반 부반장 → 2학년 1반 부반장 → 학생회 회계.
- 오오타카 단

1학년 6반 반장 → 2학년 6반 반장 → 학생회 회장.
- 사사키 요스케

1학년 6반 부반장 → 2학년 6반 부반장.
- 토고 키쿠마

1학년 2반 반장 → 2학년 2반 반장 → 학생회  부회장.
- 네즈에 니시조

1학년 2반 부반장 → 2학년 2반 부반장 → 학생회 위원장.
- 이시이 모모타로

1학년 1반 학생. 통칭 〈이시모〉. 테이이치와 쿄모 중학교 시절부터 반 친구.
- 모리 쇼이치로

1학년 5반 반장 → 2학년 5반 반장.
- 모리 히데지로

1학년 5반 부반장 → 2학년 5반 부반장. 쇼이치로의 쌍둥이 동생으로 성격은 형과 쏙 빼닮았다.

##### 2학년 학생들
- 모리조노 오쿠토

2학년 6반 반장 → 학생 회장 → 재수생.
- 쿄다 이치로

2학년 6반 부반장 → 학생회 서기.
- 히무로 롤랜드

2학년 3반 반장 → 학생회 부회장. 본명은 롤랜드 히무로 = 레드포드.
- 코마 미츠히코

2학년 3반 부반장. 히무로가 친구로 가까히 대하는 유일한 인물.
- 혼다 쇼타

2학년 4반 반장 → 학생회 부회장.
- 야마다 키이치

2학년 3반 부반장 → 학생회 회계. 소극적인 혼다와는 정반대로 밝고 명랑한 성격.
- 쿠사카베 테츠야

2학년 5반 반장.
- 무로타 시게루

2학년 5반 부반장.

##### 2학년 이상
- 도야마 케이코

학생 회장 → 카이테이 고등학교 졸업.

##### 2학년 이하
- 노노미야 유지로

1학년 3반 반장 → 부 학생회장. 현직 총리의 셋째 아들이자 배우로도 활약한 적이 있는 압도적인 인기인이다. 형이자 가정교사를 하고 있는 단을 존경하고 있다.
- 카가 에이사쿠

1학년 3반 부반장. 정의감이 강한 유지로를 존경하고 있었지만, 토코 파로 전향한 후 변해 버린 그에게 환멸을 느끼고 일방적으로 절교하게 된다.
- 유메시마 레이

1학년 1반 반장 → 부 학생 회장. 여성적인 외모로 팬이 많고, 진심으로 좋아하는 사람도 있다. 남성을 마음대로 다루는 것에 즐거움을 느끼는 악귀 같은 성격.
- 사쿠마 다이고

1학년 1반 부반장.
- 쿠가 신지

1학년 2반 반장 → 학생 회장. 유명한 불량조직 「카이테이 불량배」라는 팀을 이끌었다.
- 미야세 진스케

1학년 2반 부반장 → 서기 카가의 불량조직 동료.
- 하뉴 신노스케

1학년 4반 반장.
- 후루카와 젠

"  하뉴와는 정반대의 운동계이지만 하뉴을 존경하고 있다.
- 나리타 루루카

1학년 5반 반장 → 회계.
- 미츠이에 고로

1학년 5반 부반장.
- 다카마가하라 히루젠

1학년 6반 반장. 종교 단체 〈天照霊波救世教〉 지도자의 아들.
- 에이후쿠 키쇼

1학년 6반 부반장 → 2학년 6반 반장. 종교 단체 〈天照霊波救世教〉의 신자.

#### 그 외의 학생들
- 미야마 타마사부로

1학년 2반의 학생 → 2학년 2반의 학생. 연극부 소속.
- 아라시야마 젠지로

도야마의 선대의 학생 회장.
- 아토베 케이고

40화에 게스트 캐릭터로 등장. 코노미 타케시 작품 〈테니스의 왕자〉의 캐릭터.

#### 교사
- 카와마타 토요지

테이이치의 반 담임. 평의회 고문으로 〈회장 제조기〉라는 별명을 가지고 있다.
- 쿠로사카 레이코

단, 요스케의 반 담임.
- 쿠로 이소로쿠

카이테이 고등학교 교장.

#### 기타 인물
- 아카바 죠스케

테이이치의 아버지로 통상산업성의 관료.
- 시라토리 미미코

테이이치의 소꿉 친구. 일제 하나의 소꿉 친구. 여학교·하나조노 고등학교에 다니고 있다.
- 아카바네 사쿠라코

테이이치의 어머니.
- 아카바 유메코

테이이치의 여동생.
- 토고  우사부로

토고 키쿠마의 아버지로 통상산업성의 사무차관.
- 스티브 레드포드

히무로의 아버지. 미국의 자동차 회사인 허리케인 모터스 (HM사) 일본 지사장.
- 노노미야 고시로

노노미야 유지로의 아버지로 통상산업성의 관료.

## 서적 정보
- 후루야 우사마루 〈테이이치의 나라〉 슈에이샤 <점프 코믹스> 전 14권

- 1. 2011년 3월 9일 발행 (3월 4일 발매 [1권]), ISBN 978-4-08-870184-4

- 1. 2011년 12월 7일 발행 (12월 2일 발매 [2권]), ISBN 978-4-08-870335-0

- 1. 2012년 7월 9일 발행 (7월 4일 발매 [3권]), ISBN 978-4-08-870473-9

- 1. 2012년 11월 7일 발행 (11월 2일 발매 [4권]), ISBN 978-4-08-870543-9

- 1. 2013년 3월 9일 발행 (3월 4일 발매 [5권]), ISBN 978-4-08-870638-2

- 1. 2013년 7월 9일 발행 (7월 4일 발매 [6권]), ISBN 978-4-08-870774-7

- 1. 2013년 11월 6일 발행 (11월 1일 발매 [7권]), ISBN 978-4-08-870877-5

- 1. 2014년 4월 9일 발행 (4월 4일 발매 [8권]), ISBN 978-4-08-880032-5

- 1. 2014년 8월 9일 발행 (8월 4일 발매 [9권]), ISBN 978-4-08-880161-2

- 1. 2014년 12월 9일 발행 (12월 4일 발매 [10권]), ISBN 978-4-08-880232-9

- 1. 2015년 5월 6일 발행 (5월 1일 발매 [11권]), ISBN 978-4-08-880338-8

- 1. 2015년 9월 9일 발행 (9월 4일 발매 [12권]), ISBN 978-4-08-880471-2

- 1. 2016년 1월 9일 발행 (1월 4일 발매 [13권]), ISBN 978-4-08-880590-0

- 1. 2016년 5월 7일 발행 (5월 2일 발매 [14권]), ISBN 978-4-08-880678-5

- 쿠마 아타로 (저), 이즈미 요시히로 (각본), 후루야 우사마루 (원작) 「영화 노벨 라이즈 테이이치의 나라」 슈에이샤 <점프 제이북스> 전 1권
  - (2017년 5월 1일 발매 [15권]), ISBN 978-4-08-703417-2

## 보이스 코믹
슈에이샤의 보이스 코믹 〈VOMIC〉로 2012년 2월에 점프 전문 정보 프로그램 〈사키요미장 BANG!〉에서 방송되어 동년 3월부터 VOMIC 공식 사이트에서 전달되었다.

## 무대
첫 번째 장은 〈가쿠란 가극 테이이치의 나라〉라는 제목으로 2014년 4월 18일부터 5월 6일까지 PARCO 극장에서 상연 되었다. 두 번째 장은 〈가쿠란 가극 테이이치의 나라 결전의 마이무마이무〉라는 제목으로 2015년 7월 12일부터 7월 20일까지 AiiA 2.5 Theater Tokyo, 2015년 7월 25일부터 7월 26일까지 우메다 예술 극장에서 상연 되었다. 마지막장은 〈가쿠란 가극 테이이치의 나라 - 혈전의 마지막 춤〉이라는 제목으로 2016년 3월 17일부터 3월 27일까지 AiiA 2.5 Theater Tokyo에서 개최되었다.

## 영화
동명의 실사 영화가 2017년 4월 29일 공개.  감독은 나가이 사토시. 주연은 스다 마사키. 2015년 12월 20일 〈점프 페스타 2016〉에서 발표. 대학 관련에서는 무사시와 도쿄 농공 대학 등이 촬영 장소를 제공하고 있다. 초반 오프닝 곡에 FLATBACKER의 〈HARD BLOW〉를 사용되고 있다.
캐치프레이즈는 〈"야심이 멈추지 않는다!"〉,  〈"나는, 신발을 핥아서라도, 승리."〉

### 주요 인물
- 아카바 테이이치 - 스다 마사키
- 토고 키쿠마 - 노무라 슈헤이
- 오오타카 단 - 다케우치 료마
- 히무로 롤랜드 - 마미야 쇼타로
- 사카키바라 코메이 - 시손 쥰
- 모리조노 오쿠토 - 치바 유다이

### 그 외 학생들
- 사사키 요스케 - 오카야마 아야네
- 네즈에 니시조 - 하기와라 리쿠
- 이시이 모모타로 - 야마모토 슌
- 모리 쇼이치로 - 카토 히로카
- 모리 히데지로 - 카토 요시미츠
- 쿄다 이치로 - 호시 요타
- 코마 미츠히코 - 스즈키 카츠히로
- 혼다 쇼타 - 미카와 유고
- 야마다 키이치 - 와카바야시 츠카사
- 쿠사카베 테츠야 - 니이로 다이
- 무로타 시게루 - 스기야마 소켄
- 도야마 케이코 - 키무라 료
- 노노미야 유지로 - 이치카와 토모히로
- 유메시마 레이 - 사토 히사노리
- 쿠가 신지 - 사토 류지
- 하뉴 신노스케 - 하라시마 모토히사
- 나리타 루루카 - 호소가이 케이
- 미츠이에 고로 - 토미모리 저스틴
- 다카마가하라 히루젠 - 세토 유스케
- 미야마 타마사부로 - 마쓰모토 가쿠

### 교사
- 카와마타 토요지 - 나카무라 이쿠지
- 쿠로사카 레이코 - 오사나이 에리카
- 쿠로 이소로쿠 - 아쿠야쿠 쇼카이

#### 기타 인물
- 아카바 죠스케 - 요시다 코타로
- 시라토리 미미코 - 나가노 메이
- 아카바네 사쿠라코 - 마토부 세이
- 아카바 유메코 - 니시타니 세나
- 토고  우사부로 - 야마지 카즈히로
- 스티브 레드포드 - 찰스 그래버

### 스태프
- 감독 : 나가이 사토시[4]
- 각본 : 이즈미 요시히로[4]
- 제작 : 오가와 신이치, 키노시타 노부키, 이치카와 미나미
- 프로듀서 : 와카마츠 히로키, 무라세 켄, 타다노 유호
- 라인 프로듀서 : 하라다 코우지
- 촬영 : 이마무라 케이스케
- 미술 : 스기모토 료
- 조명 :오다 마코토
- 녹음 : 이시가이 요
- 편집 : 니노미야 타쿠
- 음악 : 와타나베 타카시
- 음향 효과 : 오카세 아키히코
- 주제가 : 크리프하이프 〈イト 이토[*]〉 (UNIVERSAL SIGMA)
- VFX 슈퍼 바이저 : 스도 코헤이
- 스크립터 : 타무라 스미
- 조감독 : 후지에 타다시
- 제작 담당 : 와카바야시 시게타케
- 기획·제작 간사 : 후지 TV
- 제작사 : AOI Pro.
- 제작 : 후지 TV, 슈에이샤, 도호
- 배급 : 도호

### 텔레비전 방송(영화판)
| 방송 횟수 | 방송사명 | 방송시간대명  | 방송일              | 방영시간      | 방송시간(분) | 시청률 |
| --------- | -------- | ------------- | ------------------- | ------------- | ------------ | ------ |
| 1         | 후지 TV  | 토요 프리미엄 | 2018년 4월 21일(토) | 21:00 - 23:25 | 145분        | 8.2%   |
| 2         | 후지 TV  | 빈칸          | 2020년4월 6일(월)   | 21:00 - 23:28 | 148분        | 5.8%   |

- 시청률은 비디오 리서치 조사, 관동 지역·세대·실시간.

### 스핀 오프 드라마
《테이이치의 나라 ~학생가의 찻집~》(일본어: 帝一の國〜学生街の喫茶店〜)은 토고 키쿠마(노무라 슈헤이), 오오타카 단(다케우치 료마), 히무로 롤랜드(마미야 쇼타로),  사카키바라 코메이(시숀 준), 모리조노 오쿠토(치바 유다이)의 다섯 명을 각각 주역으로 그린 옴니버스 드라마 전 5회가 제작되었다. 2016년 4월 21일 24:00에 후지 TV 주문형 방송으로 전달. 2017년 4월 24일 (25일 자정)부터 4월 28일 (29일 자정)까지 후지 TV에서 방송되었다. 완전판 DVD로 2017년 5월 17일부터 전국의 TUTAYA과 게오 대여가 시작. 수록되어 있는 것은 텔레비전 방송판보다 긴 감독판이다.

#### 캐스트
추가 배역
- 세이코 - 미야노 히나
- 찻집의 마스터 - 야스이 준페이

#### 방영 목록
| 회차  | 방송일          | 부제목                   | 각본          | 감독          | 방영 시간             |
| ----- | --------------- | ------------------------ | ------------- | ------------- | --------------------- |
| 제1화 | 2017년 4월 24일 | 菊馬のハニートラップ作戦 | 오키타 하루카 | 카자마 히로키 | 24시 40분 - 24시 55분 |
| 제2화 | 4월 25일        | 氷室のコマ劇場           | 오키타 하루카 | 카자마 히로키 | 24시 25분 - 24시 40분 |
| 제3화 | 4월 26일        | 光明の大発明             | 오키타 하루카 | 카자마 히로키 | 24시 25분 - 24시 40분 |
| 제4화 | 4월 27일        | 森園の夏合宿大予言       | 오키타 하루카 | 카자마 히로키 | 24시 25분 - 24시 40분 |
| 제5화 | 4월 28일        | 帝一VS弾 頂上決戦！      | 오키타 하루카 | 카자마 히로키 | 24시 55분 - 25시 10분 |

#### 스태프
- 감독 - 카자마 히로키
- 각본 - 오키타 하루카
- 기획 제작 - 후지 TV
- 제작사 - AOI Pro.